# Valeyres-sous-Montagny
Pour les articles homonymes, voir Valeyres.
Valeyres-sous-Montagny est une commune suisse du canton de Vaud, située dans le district du Jura-Nord vaudois.

## Toponymie
Les trois villages de Valeyres-sous-Montagny, Valeyres-sous-Ursins et Valeyres-sous-Rances sont tous trois situés dans la même région. Anciennement appelés simplement Valeyres, ils sont parfois difficiles à différencier dans les archives anciennes. Ce toponyme reflète le gentilice romain Valerius, et renvoie assurément aux « domaines appartenant à Valerius ». Ce nom de personne étant resté en usage au Moyen Âge, on pourrait douter de l’âge de la localité, mais les vestiges archéologiques trouvés à Valeyres-sous-Montagny renvoient bien à l’époque romaine. La forme complète, Valeyres-sous-Montagny est récente, pour distinguer cette localité de ses homonymes.

## Population

### Surnom
Les habitants de la commune sont surnommés les Caquière (les latrines en patois vaudois),.

### Démographie

#### Évolution de la population
Valeyres-sous-Montagny compte 703 habitants au 31 décembre 2022 pour une densité de population de 308 hab/km2. Sur la période 2010-2019, sa population a augmenté de 9,2 % (canton : 12,9 % ; Suisse : 9,4 %).  

#### Pyramide des âges
En 2020, le taux de personnes de moins de 30 ans s'élève à 31,7 %, au-dessous de la valeur cantonale (35 %). Le taux de personnes de plus de 60 ans est quant à lui de 26,4 %, alors qu'il est de 21,9 % au niveau cantonal.
La même année, la commune compte 345 hommes pour 368 femmes, soit un taux de 48,4 % d'hommes, inférieur à celui du canton (49,1 %).
| Hommes | Classe d’âge | Femmes |
| ------ | ------------ | ------ |
| 0,3    | 90 ans ou +  | 1,6    |
| 7,2    | 75 à 89 ans  | 8,7    |
| 19,1   | 60 à 74 ans  | 15,8   |
| 25,2   | 45 à 59 ans  | 26,1   |
| 16,8   | 30 à 44 ans  | 15,8   |
| 16,2   | 15 à 29 ans  | 16,0   |
| 15,1   | - de 14 ans  | 16,0   |

| Hommes | Classe d’âge | Femmes |
| ------ | ------------ | ------ |
| 0,5    | 90 ans ou +  | 1,4    |
| 6,1    | 75 à 89 ans  | 8,2    |
| 13,3   | 60 à 74 ans  | 14,3   |
| 21,5   | 45 à 59 ans  | 21,2   |
| 22,0   | 30 à 44 ans  | 21,4   |
| 19,6   | 15 à 29 ans  | 18,0   |
| 16,9   | - de 14 ans  | 15,5   |

## Histoire
L'origine du nom de Valeyres semble venir de « Valéria » qui signifie villa ou ferme romaine, ce qui prouverait l'existence sur les lieux actuels d’une ferme construite par un ancien légionnaire que se consacra dès lors à la culture du sol et à l’enseignement des indigènes.
Au Moyen Âge, Valeyres-sous-Montagny fit partie de la seigneurie de Montagny-le-Corbe avec : le bourg de Montagny-Ville (villa), les villages de Chamblon, Villars-sous-Champvent, Essert-sous-Champvent, Gie (Giez), Champagne, Romairon, Novalles.
Les premiers seigneurs connus de cette terre sont les puissants sires de Montfaucon (Bourgogne). La terre de Valeyres-sous-Montagny appartint avant 1150 à la seigneurie de Grandson. Elle passera ensuite, en 1199, aux Châlons, famille française.
En 1475 ou 1476, le château de Montagny-le-Corbe fut détruit par les Bernois à l'occasion des guerres contre Charles le Téméraire, duc de Bourgogne. Les ruines de la dernière tour du château dominent encore les lieux.
Après la bataille de Grandson, la terre de Montagny fut cédée par les Suisses aux cantons de Berne et Fribourg. Les deux états en firent un bailliage commun qu’ils administrèrent jusqu’à la Révolution vaudoise de 1798.

## Armoiries
D'azur à la bande ondée d'argent, accompagnée en chef d'une main apaumée d'or et en pointe d'un trèfle du même. Ces armoiries ont été adoptées en 1920 par la commune et sont riches de signification : les émaux (couleurs) proviennent des armes de la famille de Grandson qui possédait jadis le pouvoir seigneurial sur la région. La bande ondée représente le cours d’eau de la Brinaz, et le trèfle, la fertilité su sol. Enfin la main dorée doit symboliser le triple idéal de loyauté, charité et travail.